# Разделение ответственности
Разделение ответственностей (англ. separation of concerns) — один из основополагающих принципов инженерного дела. В частности — программной инженерии.
В информатике разделение ответственностей представляет собой процесс разделения компьютерной программы на функциональные блоки, как можно меньше перекрывающие функции друг друга. В более общем случае, разделение ответственностей — это упрощение единого процесса решения задачи путём разделения на взаимодействующие процессы по решению подзадач.
Разделение ответственностей позволяет снизить системную сложность, повысить надёжность и адаптивность (гибкость) программ, обеспечить возможность их повторного использования.
Любая парадигма программирования заключается в разделении ответственностей. В случае процедурного программирования — между процедурами и функциями, ООП — между объектами, Аспектно-ориентированное программирование добавляет к этому списку аспекты.
Шаблоны проектирования, такие как MVC, обеспечивают Разделение представления и содержания.
Сервис-ориентированная архитектура (SOA) предполагает разделение ответственности между сервисами.

## Происхождение
Термин Separation of Concerns был впервые предложен Эдсгером Дейкстрой в 1974 году в статье «On the role of scientific thought» для описания процесса научного мышления. В современном значении этот термин был использован в 1989 году Крисом Ридом в его книге «Элементы функционального программирования».